# Balak (Armenia)
Balak – wieś w Armenii, w prowincji Sjunik. W 2011 roku liczyła 174 mieszkańców.